# Emberölés
A büntetőjogban az emberölés a személy elleni bűncselekmények csoportjába tartozó bűncselekmény. A köznyelv gyilkosságnak nevezi. 
A hatályos magyar szabályozás szerint emberölés bűntettét követi el, aki mást megöl, azaz ez egy nyitott törvényi tényállás.

## Jogi tárgy
Jogi tárgya az emberi élethez fűződő jog.

## Passzív alany
Csak élő ember lehet, aki különbözik az elkövetőtől.

## Elkövetési magatartás
Más ember életének bűnös kioltása. A törvényi tényállás a szándékos emberölés alapesetét írja le, nyitott törvényi tényállás formájában. A jogalkotó a konkrét magatartást nem határozza meg, csak az eredményt, más ember megölését. Mulasztás akkor állapítható meg, ha az elkövető olyan magatartás tanúsítását mulasztja el, amelyre nézve kötelezve volt.

## A bűncselekmény alanya
Bárki lehet. Kizárólag az elkövetőn kívülálló személy megölése tényállásszerű, az öngyilkosság nem tekinthető emberölésnek.

## Büntethetőséget kizáró vagy korlátozó okok
Az emberölés esetén a  gyermekkor büntethetőséget kizáró ok volt, mielőtt a Büntető Törvénykönyv 16. -t  a 2016. évi LXIX. törvény 61. §-a az alábbiak szerint megváltoztatta: 

„Nem büntethető, aki a büntetendő cselekmény elkövetésekor a tizennegyedik életévét nem töltötte be, kivéve az emberölés [160. § (1)-(2) bekezdés], az erős felindulásban elkövetett emberölés (161. §), a testi sértés [164. § (8) bekezdés], a terrorcselekmény [314. § (1)-(4) bekezdés], a rablás [365. § (1)-(4) bekezdés] és a kifosztás [366. § (2)-(3) bekezdés] elkövetőjét, ha a bűncselekmény elkövetésekor a tizenkettedik életévét betöltötte, és az elkövetéskor rendelkezett a bűncselekmény következményeinek felismeréséhez szükséges belátással.”

## Eredmény
A passzív alany halála. Az emberölés a materiális bűncselekmények csoportjába tartozik, az eredmény sértő típusú, amelynek az elkövető magatartásával okozati összefüggésben kell bekövetkeznie.

## Megvalósulási szakaszok
Az előkészület is büntetendő:
(3) Aki emberölésre irányuló előkészületet követ el, bűntett miatt öt évig terjedő szabadságvesztéssel büntetendő.
Az emberölés kísérleti stádiumban marad, amíg a sértett halála be nem következik. A sértett biológiai halálának beálltával válik befejezetté a bűncselekmény.

## Bűnösség
A bűncselekményt szándékosan és gondatlanul is el lehet követni.

## Minősített esetek
A büntetés tíz évtől húsz évig terjedő, vagy életfogytig tartó szabadságvesztés, ha az emberölést
- a) előre kitervelten
- b) nyereségvágyból
- c) aljas indokból vagy célból
- d) különös kegyetlenséggel
- e) hivatalos személy vagy külföldi hivatalos személy sérelmére, hivatalos eljárása alatt, illetve emiatt, közfeladatot ellátó személy sérelmére, e feladatának teljesítése során, továbbá a hivatalos, a külföldi hivatalos vagy közfeladatot ellátó személy támogatására vagy védelmére kelt személy sérelmére
- f) több ember sérelmére
- g) több ember életét veszélyeztetve
- h) különös visszaesőként
- i) tizennegyedik életévét be nem töltött személy sérelmére
- j) védekezésre képtelen személy sérelmére
- k) bűncselekmény elhárítására idős koránál vagy fogyatékosságánál fogva korlátozottan képes személy sérelmére, vagy
- l) az elkövetővel szemben emberölés miatt történt vádemelés után

követik el.

## Büntetési tétel
Az emberölés büntetési tétele alapesetben 5-től 15 évig terjedő szabadságvesztés.

## Története Magyarországon
A magyar történelemben az emberölés bűntettének szabályozására 1001-ben került sor, ekkora tehető ugyanis Szent István I. törvénykönyvének megjelenése. 
Az ezt megelőző időszakban az ősi magyar társadalomban a vérbosszú, vérhatalom intézménye dominált, nem esett állami szabályozás alá a nemzet tagjainak e viszonya. István király az állami szabályozás bevezetésével igyekezett elsősorban magánjogi védettséget biztosítani a sértetteknek kártérítés útján. (E törvénykönyv tehát elsősorban magánjogi szemléletű, nem a büntetőjogi szabályok dominálnak.)
Istvánnak közvetlenül trónra kerülése után is meg kellett küzdeni ellenfeleivel, ám hogy a megszerzett területeket egyben tudja tartani és megfelelően tudja azokat működtetni, törvényeket kellett hoznia. Két törvénykönyvét ismerjük. (Az "Admonti" kódexben maradt ránk mindkét törvénykönyve.)
Különbséget tett erős felindulásból elkövetett és véletlen emberölés között:
Ha valaki haragra gyulladva vagy dölyfösségtől kevélyen szándékos gyilkosságot követ el, tudja meg, hogy tanácsunk végzése szerint száztíz aranypénzt fog fizetni.
Ha pedig valaki véletlenül öl meg bárkit is, tizenkét aranypénzt fizessen.
A rabszolgák és a szabad emberek közti megkülönböztetés is megjelenik a törvénykönyvben:
Ha pedig szabad (ember) öli meg valakinek a szolgáját, adjon más szolgát, vagy az értékét térítse meg.
Az emberölés szankciójában különbség mutatkozhatott aszerint is, hogy ki milyen társadalmi csoporthoz tartozik. a közszabadok Szent István törvényei szerint három csoportot alkottak: ispán (comes), vitéz (miles), népből való (vulgaris). Eszerint:
Ha valaki az ispánok közül, megrögzött szívvel és lelkéről megfeledkezve – ami távol legyen a hűséget megtartók szívétől – felesége meggyilkolásával mocskolja be magát, a királyi tanács határozata szerint ötven tinóval egyezzék meg az asszony rokonaival, és vezekeljen az egyházi törvények parancsai szerint. Ha pedig valamelyik vitéz vagy gazdagabb ember esik ugyanazon bűnbe, ugyanazon tanács végzése szerint fizessen a rokonoknak tíz tinót, és vezekeljen, ahogy mondottuk. Ha pedig a népből való ember követi el ugyanezt a bűnt, öt tinóval egyezzék meg a rokonokkal, és vessék alá az említett böjtöknek.
Minden esetben előírja a törvény az egyházi törvények szerinti vezeklést is: ez böjtöt jelentett az elkövető számára. 
A Csemegi-kódex még különbséget tett gyilkosság és emberölés között aszerint, hogy a szándékos emberölést előre kitervelten követték-e el vagy sem. A gyilkosság büntetése halál volt.